# Mois (Webvideoproduzent)
Mois (* 2. Juni 1991 in Urus-Martan, Tschetscheno-Inguschische Republik, Russische SFSR, Sowjetunion; bürgerlich Zelemkhan Arsanov, russisch: Зелемхан Арсанов, genannt „Alim“) ist ein deutschsprachiger Webvideoproduzent und Rapper mit tschetschenischen Wurzeln.

## Leben und Karriere
Mit 15 Jahren flüchtete Zelemkhan Arsanov mit seiner Familie während des Tschetschenienkrieges nach Österreich in die Steiermark. Nach der Matura studierte er in Wien Psychologie und brach sein Studium nach vier Semestern ab. 2018 zog Arsanov mit seiner Frau und seinem im selben Jahr geborenen Sohn in das Ruhrgebiet und 2020 nach Köln.
Am 2. März 2017 erstellte Arsanov den Kanal Mois auf der Videoplattform YouTube und begann Videos hochzuladen, in denen er über Ereignisse innerhalb der deutschen Rapszene berichtete und diese kommentierte. Zusammen mit dem damals ebenfalls auf YouTube wieder anfangenden Raportagen kam es vermehrt zu Kooperationen sowie Anfang 2018 zur Gründung eines gemeinsamen Podcast-Kanals namens M.R Podcast (erstellt am 2. Januar 2018), auf dem sie das aktuelle YouTube-Geschehen kommentierten. Kurz darauf endete die Zusammenarbeit ohne Angabe von Gründen.
Im Oktober 2017 erwähnte der Rapper Kollegah in einer Instagram-Story Mois im positiven Zusammenhang. Im weiteren Verlauf nahmen Kollegah und Farid Bang Kontakt zu Mois auf. Später betrieben Kollegah und Mois zusammen einen kurzlebigen Twitch-Kanal namens Boss und Baron. Zu der Zeit lernte er auch den Rapper Sun Diego kennen. Im Januar 2019 brachte Mois als Dank für über 500.000 YouTube-Abonnenten die Videosingle Keller oder Cockschelle heraus. Sun Diego übernimmt darin den Refrain und tritt im Video auf. Im Juni 2019 erreichte der Kanal Mois die Marke von einer Million Abonnenten. Im August 2019 folgte seine zweite Single 1991, welche laut Mois im Gegensatz zu Keller oder Cockschelle ein sehr persönlicher Song sei.
Im Mai 2019 gründete er sein eigenes Label mit dem Namen Keller GmbH. Als erster Künstler auf seinem Label wurde der Duisburger Rapper Maestro unter Vertrag genommen, der bereits vor seiner ersten Single auf dem Kanal von Mois als Moderator in Formaten wie Erkenne die Line oder Richtig oder Faust tätig war.
Auf 1991 folgten die Videosingles Augen, Patte Schnell (feat. Maestro) und Keine Schwäche zeigen (mit Sinan-G). Im Dezember 2019 veröffentlichte Mois die Single Dada. Der Song über seinen neugeborenen Sohn erzielte innerhalb von drei Tagen über 200.000 Streams auf Spotify sowie über 750.000 Klicks auf YouTube. Zum Abschluss des Jahres brachte die ganze Crew den Track Danke (zusammen mit Maestro, Sinan-G, Manuellsen und Milano) heraus.
Seit dem 1. November 2019 erschien auf YouTube jede Woche ein Livestream mit Manuellsen. In einem Teil des Streams reagierten sie dabei auf Neuveröffentlichungen bekannterer deutscher Rapper und im anderen Teil auf Lieder von weniger bekannten Künstlern („Newcomer-Reactions“). Hierbei konnte jeder während des Streams in Austausch einer kleinen Geldspende einen Künstler in den Kommentaren vorschlagen, auf den Mois und Manuellsen dann reagierten. Mois kündigte außerdem an, einige „Newcomer“, auf die sie zuvor reagiert haben, unter Vertrag nehmen zu wollen. Im Zuge dessen unterschrieben 2020 die Rapper Arman, Sokko167 & Albozz bei ihm.
Mois' Twitch-Kanal namens mois_kid wurde im März 2021 dauerhaft gesperrt, nachdem Mois darauf auf ein anstößiges Video reagierte. Im Juli 2024 wurden mehrere YouTube-Kanäle mit der Begründung von Urheberrechtsverletzungen dauerhaft gekündigt.

## Kontroversen
Im November 2020 wurden Mois' berufliche Räumlichkeiten vom SEK wegen Verdachts auf einen Verstoß gegen das Waffengesetz durchsucht. Bereits im April 2020 war die Polizei während eines Livestreams in seinem Aufnahmestudio aufgrund von Beschwerden wegen Ruhestörung aufgetaucht.
Am 24. April 2023 veröffentlichte der Rapper Maestro, ein langjähriger Freund und Partner, ein Video mit diversen Anschuldigen gegen Mois. Unter anderem wirft er ihm diverse Betrugsfälle sowie die Ausbeutung von Partnern in jeweils mindestens fünfstelliger Höhe, die Verwehrung von Auszahlungen aus der gemeinsamen GmbH, die psychische Manipulation der Öffentlichkeit, Blasphemie und exzessiven Drogenkonsum vor. Das Video stieß auf breite Resonanz, diverse andere Geschäftspartner bestätigten die Vorwürfe. Infolgedessen veröffentlichte Mois ein Entschuldigungsvideo, welches fast ausschließlich negativ bewertet wurde.
Im Juli 2024 veröffentlichte Mois' Ex-Frau Anys auf ihrem Instagram-Account insgesamt zehn Videos mit einer Gesamtzeit von ca. zwei Stunden, in dem sie ihrem Ex-Mann Körperverletzung, Freiheitsberaubung, psychische Gewalt sowie eine versuchte Tötung vorwirft. Anys zeigte u. a. polizeiliche Belege für die Vorwürfe und schilderte die Gewalt in allen Details. Anys habe sich durch den Freiheitsentzug und die Behandlung durch Mois und seine Familie wie eine Sklavin behandelt gefühlt. Als Begründung für die versuchte Tötung habe Mois geäußert: „Wie kannst du es wagen, mir zu widersprechen?“ Lediglich das Eingreifen von Nachbarn, welche die Polizei riefen, habe ihr das Leben gerettet.
Mois bestätigte diesen Vorwurf anschließend öffentlich und äußerte „[...] Ich bin Gott dankbar, dass ich sie nicht getötet habe!“. Zudem setzte er ein „Kopfgeld“ auf sie aus, woraufhin Mois Ex-Frau und seine Kinder Polizeischutz erhielten. Mois fiel darüber hinaus mit antisemitischen Äußerungen gegenüber dem Rapper Sun Diego auf, dem er eine Affäre mit ihr unterstellte. Bereits im Juni 2024, als Mois die Trennung von seiner Ex-Frau bekanntgab, schwor er in einem Video Rache und äußerte, dass seine Frau sein Eigentum sei und sie zu ihm zurückzukehren habe. Zu diesem Zeitpunkt veröffentlichte er ebenfalls ihre Adresse und Bilder.

## Weiteres
Auf seinem YouTube-Hauptkanal Mois (Comedy/Unterhaltung) erschien der Großteil seiner Videos. Des Weiteren betrieb Arsanov die Kanäle Alim (Psychologie-Themen) und Muis (Vlogs). Der Kanal Unfriendlich wurde später in Bubu umbenannt, dort wurden alle Reaction-Highlights vom Stream hochgeladen. Sein Kanal Friendlich wurde in Keller umbenannt, dort werden Musikvideos des Teams veröffentlicht. Ende April 2021 wurden die Kanäle von Mois erneut umstrukturiert. Der Kanal Bubu wurde in Mois Senpai umbenannt. Der Kanal Mois sollte fortan nur noch Videos veröffentlichen, die seiner Ansicht nach perfekter Content sind, Muis die bewährten Formate sowie Vlogs und Mois Senpai Streaminghighlights. Alle anderen Kanäle werden nicht mehr von ihm betrieben. Im Juni 2021 wurde der Kanal Muis in how i met anis umbenannt und veröffentlichte weiterhin Vlogs.
Mois drehte auf seinem Kanal bereits Videos mit den Rappern Celo & Abdi, Kollegah, Farid Bang, Sun Diego, Capital Bra, Samra, Manuellsen, Sinan-G, Maestro, Milano, Juri, Nimo, Kontra K, SSIO, Ali Bumaye, Xatar, Fero47, Fard, Dardan, Mert, Alpa Gun, King Khalil, Kay Ay, AK Ausserkontrolle, Seyed, Jigzaw, Gent, Hava sowie mit dem Sänger Pietro Lombardi.
Anfang Januar 2021 lieferte sich Mois mit dem Rapper Asche einen verbalen Schlagabtausch und erregte damit vor allem Szene-intern Aufmerksamkeit. Rap-Kollegen, aber auch Außenstehende stiegen in das Thema rund um die tschetschenische Herkunft des Rappers Asche ein, die Mois in einem Video infrage gestellt hatte. Kurze Zeit später veröffentlichte Asche einen 20-minütigen Track als Antwort auf seinem eigenen YouTube-Channel, in dem er seine Herkunft genauer erklärte und einräumte „ein bisschen geflunkert“ zu haben. Zudem thematisierte er Mois und sein Umfeld minutenlang. Anfang März 2021 berichtete Mois von Erpressungsversuchen, zahlreichen Schlägereien, einer Entführung und anderen Problemen der letzten Jahre, und verkündete, sich künftig aus allen Streitigkeiten raushalten und auf seine eigenen Projekte konzentrieren zu wollen. Ende April 2021 provozierte Asche erneut Mois und sein Umfeld in seinem Track Jahrhunderttalent.

## Diskografie

### Alben
| Jahr | Titel Musiklabel | Höchstplatzierung, Gesamtwochen, AuszeichnungChartplatzierungen (Jahr, Titel, Musiklabel, Platzierungen, Wochen, Auszeichnungen, Anmerkungen) | Höchstplatzierung, Gesamtwochen, AuszeichnungChartplatzierungen (Jahr, Titel, Musiklabel, Platzierungen, Wochen, Auszeichnungen, Anmerkungen) | Anmerkungen                                      |
| Jahr | Titel Musiklabel | DE | AT | Anmerkungen                                      |
| ---- | ---------------- | --- | --- | ------------------------------------------------ |
| 2021 | FML Keller GmbH  | — | AT61 (1 Wo.)AT | Erstveröffentlichung: 16. April 2021 mit Maestro |

### Singles
| Jahr | Titel Album             | Höchstplatzierung, Gesamtwochen, AuszeichnungChartplatzierungen (Jahr, Titel, Album, Platzierungen, Wochen, Auszeichnungen, Anmerkungen) | Höchstplatzierung, Gesamtwochen, AuszeichnungChartplatzierungen (Jahr, Titel, Album, Platzierungen, Wochen, Auszeichnungen, Anmerkungen) | Anmerkungen                                                      |
| Jahr | Titel Album             | DE | AT | Anmerkungen                                                      |
| ---- | ----------------------- | --- | --- | ---------------------------------------------------------------- |
| 2019 | Keller oder Cockschelle | DE72 (1 Wo.)DE | — | Erstveröffentlichung: 20. Februar 2019 feat. Sun Diego           |
| 2019 | 1991                    | DE81 (1 Wo.)DE | — | Erstveröffentlichung: 16. August 2019                            |
| 2020 | Vorbei                  | DE62 (1 Wo.)DE | AT70 (1 Wo.)AT | Erstveröffentlichung: 27. März 2020 feat. Sokko167 und Albozz167 |
| 2020 | Sucht                   | — | — | Erstveröffentlichung: 15. Mai 2020                               |

Weitere Singles
- Augen (2019)
- Patte Schnell (feat. Maestro; 2019)
- Dada (2019)
- Danke (feat. Maestro, Manuellsen, Milano & Sinan-G; 2019)
- Drama (2019)
- Danke (Babyblau) (feat. Maestro, Sinan-G und Sokko167, 2020)
- Blut (mit Maestro feat. Massiv, Manuellsen, Sarhad, Azzi Memo, Pietro Lombardi, Ramo, Fard, Mert, Z, King Khalil, Sinan-G & KAY AY; 2021; #8 der deutschen Single-Trend-Charts am 2. April 2021[45])

### Als Gastmusiker
| Jahr | Titel Album | Höchstplatzierung, Gesamtwochen, AuszeichnungChartplatzierungen (Jahr, Titel, Album, Platzierungen, Wochen, Auszeichnungen, Anmerkungen) | Höchstplatzierung, Gesamtwochen, AuszeichnungChartplatzierungen (Jahr, Titel, Album, Platzierungen, Wochen, Auszeichnungen, Anmerkungen) | Anmerkungen                                             |
| Jahr | Titel Album | DE | AT | Anmerkungen                                             |
| ---- | ----------- | --- | --- | ------------------------------------------------------- |
| 2020 | Schrei      | DE62 (1 Wo.)DE | — | Erstveröffentlichung: 17. April 2020 Maestro feat. Mois |

Weitere Gastbeiträge
- Keine Schwäche zeigen / Sinan-G feat. Mois (2019)[44]
- Allein / King Khalil feat. Mois (Auf dem Album King Kong von King Khalil [2020])

### Singles von Labelkünstlern
| Jahr | Titel Album | Anmerkungen                                                       |
| ---- | ----------- | ----------------------------------------------------------------- |
| 2019 | Hayatim     | Erstveröffentlichung: 30. August 2019 Maestro                     |
| 2019 | Benza       | Erstveröffentlichung: 27. September 2019 Maestro                  |
| 2019 | Million     | Erstveröffentlichung: 22. November 2019 Sinan-G feat. Maestro     |
| 2019 | System      | Erstveröffentlichung: 29. November 2019 King Khalil feat. Maestro |
| 2019 | Pagani      | Erstveröffentlichung: 6. Dezember 2019 Level feat. Maestro        |
| 2019 | Bella       | Erstveröffentlichung: 13. Dezember 2019 Kay Ay feat. Maestro      |
| 2020 | Majestic    | Erstveröffentlichung: 31. Januar 2020 Maestro                     |
| 2020 | Mowgli      | Erstveröffentlichung: 3. April 2020 Arman                         |
| 2020 | Paranoia    | Erstveröffentlichung: 24. April 2020 Arman                        |
| 2020 | Mula        | Erstveröffentlichung: 1. Mai 2020 Albozz & Sokko167               |

### Weiteres
- bei Refugees von Sun Diego & Juri (2018) war er das erste Mal in einem Musikvideo zu sehen
- das Musikvideo Für Brüder von Capital Bra (2018) wurde über Mois’ Kanal veröffentlicht
- Gastrolle im Musikvideo Niemals antäuschen von Farid Bang (2019)
- Beteiligung am Musikvideo Cherry Lady von Capital Bra (2019)